# シンガポール民間航空庁
シンガポール民間航空庁（英語：CAAS: Civil Aviation Authority of Singapore 中国語：新加坡民航局 ピンイン: Xīnjīapō Mínghángjú マレー語：Penguasa Penerbangan Awam Singapura）はシンガポールの交通省の下に置かれた法定機関。1984年9月1日に民間航空局を外局化して新設された。本部はシンガポール・チャンギ国際空港ターミナル2の4階にある。1984年からシンガポール・チャンギ国際空港の運営・管理部門を行なってきたが、2009年に民営化しチャンギエアポートグループとして分離した。航空行政については引き続きシンガポール民間航空庁が行なっている。